# Diocèse de Rancagua
Le diocèse de Rancagua (en latin : Dioecesis Rancaguensis ; en espagnol : Diócesis de Rancagua) est un diocèse de l'Église catholique du Chili, suffragant de l'archidiocèse de Santiago du Chili.  

## Territoire
Il comprend les provinces de Cachapoal, Colchagua et de Cardenal Caro, dans la région du Libertador General Bernardo O'Higgins, à l'exception de la paroisse de Navidad qui appartient au diocèse de Melipilla.
Le territoire s'étend sur 16 046 km2, divisé en 67 paroisses (2022). Le siège épiscopal est dans la ville de Rancagua où se trouve la cathédrale du Tabernacle (es).

## Histoire
Le diocèse de Rancagua est érigé le 18 octobre 1925 par la constitution apostolique Apostolicis muneris du pape Pie XI recevant son territoire de l'archidiocèse de Santiago du Chili dont Rancagua devient le suffragant. 
En même temps sont également créés les diocèses chiliens de San Felipe, Valparaiso et Talca.
Par le décret Spirituali Christifidelium du 30 avril 1970 de la congrégation pour les évêques, il acquiert la ville de  Santa Cruz qui appartenait au diocèse de Talca. Le 18 juin de la même année, il cède la province de Maipo à l'archidiocèse de Santiago du Chili. Ces disposition sont prises à la demande de la conférence épiscopale du Chili pour que les frontières ecclésiastiques correspondent aux frontières civiles du Chili.

## Évêques
- Rafael Lira Infante (14 décembre 1925 - 18 mars 1938), nommé évêque de Valparaíso
- Eduardo Larraín Cordovez (9 juillet 1938 - 2 février 1970)
- Alejandro Durán Moreira (2 février 1970 - 30 mai 1986)
- Jorge Arturo Medina Estévez (25 novembre 1987 - 16 avril 1993), nommé évêque de Valparaíso
- Francisco Javier Prado Aránguiz, SS.CC. (16 avril 1993 - 23 avril 2004)
- Alejandro Goić Karmelić (23 avril 2004 - 28 juin 2018)
  - Luis Fernando Ramos Pérez, évêque auxiliaire de Santiago du Chili, administrateur apostolique
- Guillermo Vera Soto (es) depuis le 8 juin 2021